# Lebo (Gringsing)
Lebo is een bestuurslaag in het regentschap Batang van de provincie Midden-Java, Indonesië. Lebo telt 4644 inwoners (volkstelling 2010).